# Matei al II-lea al Constantinopolului
Matei al II-lea (în greacă Ματθαῖος Β΄, transliterat: Matthaíos 2; n. secolul al XVI-lea, Kleino, Tesalia-Grecia centrală⁠(d), Grecia – d. 1603) a fost un cleric ortodox grec de origine vlahă, care a îndeplinit în trei rânduri funcția de patriarh ecumenic al Constantinopolului: o scurtă perioadă în 1596, din 1598 până în 1602 și apoi pentru câteva zile în 1603.

## Biografie
Matei, care provenea din rândul comunității vlahe, s-a născut în satul Kleinovo (acum parte componentă a orașului Kalabaka) și a devenit mitropolit de Ioannina. La începutul anului 1596 a fost ales patriarh ecumenic al Constantinopolului, dar alegerea nu a fost recunoscută deoarece Sfântul Sinod care l-a ales nu a fost format din toți ierarhii membri; astfel, după douăzeci de zile, Matei a fost forțat să demisioneze și s-a stabilit la Muntele Athos.
În aprilie 1598 Matei a fost ales din nou în funcția de patriarh al Constantinopolului. În timpul acestei perioade de păstorire, Matei a transferat scaunul patriarhal din Biserica „Sf. Dimitrie Xyloportas”, folosită din 1597, în mai mica Biserică „Sf. Gheorghe” a mănăstirii de maici din Fanar, care a devenit cunoscută de atunci și până astăzi sub numele de Catedrala „Sf. Gheorghe”. Cartierul Fanar a devenit atunci centrul recunoscut al vieții creștine grecești din oraș. Matei a îndeplinit funcția de patriarh până în ianuarie 1602, când s-a întors la Muntele Athos.
El a revenit din nou pe tronul patriarhal în ianuarie 1603 și a mai păstorit doar șaptesprezece zile până când a murit sau, potrivit altor surse, s-a retras la Muntele Athos, unde a murit în același an.

## Canonizări
Matei a canonizat-o pe monahia Filoteia, care a fost martirizată în anul 1589 la Atena.